# Shirpur-Warwade
Shirpur-Warwade is een nagar panchayat (plaats) in het district Dhule van de Indiase staat Maharashtra. 

## Demografie
Volgens de Indiase volkstelling van 2001 wonen er 61.688 mensen in Shirpur-Warwade, waarvan 52% mannelijk en 48% vrouwelijk is. De plaats heeft een alfabetiseringsgraad van 70%. 